# Straßenbahn Leeds
Die Straßenbahn Leeds war ein Straßenbahnnetz in Leeds. Zunächst eine Pferdestraßenbahn, wurde das Netz als erstes in England elektrifiziert.

## Geschichte
Eine Pferdestraßenbahn in Leeds eröffnete 1871. Ab 1880 verkehrten auch Dampfstraßenbahnen. Am 29. Oktober 1891 wurde das Netz elektrifiziert und beförderte im nächsten Monat die ersten Passagiere elektrisch. Am 7. November 1959 stellte das System – wie viele andere Straßenbahnen der westlichen Welt – nach massiver Lobbyarbeit den Betrieb ein. Ab den 1990er-Jahren gab es Pläne für die Wiederbelebung des Systems unter dem Namen Leeds Supertram, die jedoch nie realisiert wurden.

### Pferdestraßenbahn
1871 begannen die Arbeiten zum Bau der ersten Linie nach Headingley. Im Jahr darauf wurde eine weitere Linie nach Kirkstall eröffnet. Bis 1874 wurden vier weitere Linien nach Chapeltown, Meanwood, Hunslet und York Road fertiggestellt. 1875 eröffnete eine Verlängerung der ersten Linie. Im Jahr 1879 erfolgte der Bau einer weiteren Linie nach Wortley. Die nächste Netzerweiterung erfolgte 1887 mit einer Verlängerung der Linie nach Meanswood. 1889 wurde eine Linie nach Roundhay eröffnet.

### Geplantes Straßenbahnnetz
Im März 2024 wurde bekanntgegeben, dass ein neues Straßenbahnnetz geplant wird. Im ersten Abschnitt sollen zwei Linien gebaut werden, wobei eine Linie von der Innenstadt aus in Richtung Westen nach Bradford und eine weitere Linie vom St. James-Krankenhaus nach Süden durch die Innenstadt bis zum Einkaufszentrum White Rose verlaufen soll, wobei langfristig noch weitere Abschnitte vorgesehen sind, welche den Bau weitere Strecken in das Umland der Stadt beinhalten. Die Bauarbeiten für den ersten Abschnitt sollen 2028 beginnen, wobei die Betriebsaufnahme in den frühen 2030er-Jahren vorgesehen ist.